# Parafia św. Katarzyny Aleksandryjskiej w Niedośpielinie
Parafia św. Katarzyny Aleksandryjskiej w Niedośpielinie – parafia rzymskokatolicka znajdująca się w archidiecezji częstochowskiej, w dekanacie Kodrąb.